# سليم الزكار
سليم الزكّار لاعب كرة قدم تونسي .
تألق نادي المستقبل الرياضي بالقصرين، حيث ساهم بشكل كبير في صعود النادي إلى الرابطة التونسية المحترفة الأولى لكرة القدم و لعب أيضاً في الشبيبة الرياضية القيروانية والاتحاد الرياضي بتطاوين وقرمبالية الرياضية وجندوبة الرياضية والمستقبل الرياضي بقابس ونادي الساحل السعودي .

## روابط خارجية
- سليم الزكار على موقع قاعدة بيانات كرة القدم.إي يو (الإنجليزية)
- سليم الزكار على موقع Soccerway.com (الإنجليزية)
- سليم الزكار على موقع عالم كرة القدم.نت (الإنجليزية)